# Metaphycus gerardi
Metaphycus gerardi är en stekelart som beskrevs av Sugonjaev 1996. Metaphycus gerardi ingår i släktet Metaphycus och familjen sköldlussteklar.
Artens utbredningsområde är Vietnam. Inga underarter finns listade i Catalogue of Life.